# Ебі Камаргу
Ебі Марія Камаргу (порт. Hebe Camargo; нар. 8 березня 1929, Таубате, Сан-Паулу — пом. 29 вересня 2012, Сан-Паулу) — бразильська акторка, телеведуча, виконавиця.

## Біографія
Свою пісенну кар'єру розпочала у 1940-ві роки співаючи разом зі своєю сестрою Естелою (Estela) у дуеті «Розалінда і Флорізбела» (Rosalinda e Florisbela).
Вперше знялася в кіно у 1949 році — фільм Quase no Céu, режисер Ліма Дуарте.
1950 року розпочалася її телекар'єра телеведучої на бразильському телевізійному каналі TV Paulista.

## Кінематографічна кар'єра
- 2009 — Xuxa e o Mistério de Feiurinha
- 2005 — Coisa de Mulher
- 2000 — Dinosaur
- 1960 — Zé do Periquito
- 1951 — Liana, a Pecadora
- 1949 — Quase no Céu

## Телевізійна кар'єра
- 2009 — Elas Cantam Roberto
- 2009 — Vende-se Um Véu de Noiva
- 2007 — Amigas e Rivais
- 2003 — Romeu e Julieta Versão 3
- 2000 — TV Ano 50
- 1995 — A Escolinha do Golias
- 1990 — Romeu e Julieta Versão 2
- 1980 — Cavalo Amarelo
- 1978 — O Profeta
- 1970 — As Pupilas do Senhor Reitor
- 1968 — Romeu e Julieta Versão 1
- 1950 — Primeira Apresentação Musical da TV Brasileira

## Музична кар'єра
- Hebe e Vocês (1959)
- Festa de Ritmos (1961)
- Hebe Camargo (1966)
- Maiores Sucessos (1995)
- Pra Você (1998)
- Como É Grande o Meu Amor Por Vocês (2001)